# Sentier Carlton—Eagle Creek
Circonscription électorale fédérale du Canada
Sentier Carlton—Eagle Creek ((en) Carlton Trail—Eagle Creek) est une circonscription électorale fédérale canadienne dans la province de la Saskatchewan représentée depuis 2015.

## Géographie
Elle est créée en 2012 par la redistribution des circonscriptions voisines de Saskatoon—Humboldt, Saskatoon—Rosetown—Biggar et Saskatoon—Wanuskewin. Elle a été défini par la loi dans l'ordonnance de représentation de 2013 et elle est représentée pour la première fois lors des élections fédérales de 2015.
La circonscription se trouve au nord et à l'ouest de Saskatoon, et inclut notamment les villes de Humboldt et Rosetown. Les circonscriptions limitrophes sont Desnethé—Missinippi—Rivière Churchill, Prince Albert, Yorkton—Melville, Moose Jaw—Lake Centre—Lanigan, Saskatoon—Grasswood, Saskatoon—University, Saskatoon-Ouest, Cypress Hills—Grasslands et Battlefords—Lloydminster.

2013
2023

## Députés
| Législature                                                                                              | Années                                                                                                   | Député                                                                                                   | Député                                                                                                   | Parti |
| Carlton Trail—Eagle Creek issue de Saskatoon—Humboldt, Saskatoon—Rosetown—Biggar et Saskatoon—Wanuskewin | Carlton Trail—Eagle Creek issue de Saskatoon—Humboldt, Saskatoon—Rosetown—Biggar et Saskatoon—Wanuskewin | Carlton Trail—Eagle Creek issue de Saskatoon—Humboldt, Saskatoon—Rosetown—Biggar et Saskatoon—Wanuskewin | Carlton Trail—Eagle Creek issue de Saskatoon—Humboldt, Saskatoon—Rosetown—Biggar et Saskatoon—Wanuskewin | Carlton Trail—Eagle Creek issue de Saskatoon—Humboldt, Saskatoon—Rosetown—Biggar et Saskatoon—Wanuskewin |
| --- | --- | --- | --- | --- |
| 42e | 2015–2019                                                                                                | | Kelly Block                                                                                              | Conservateur                                                                                             |
| 43e | 2019–2021                                                                                                | | Kelly Block                                                                                              | Conservateur                                                                                             |
| 44e | 2021–2025                                                                                                | | Kelly Block                                                                                              | Conservateur                                                                                             |
| 45e | 2025–en cours                                                                                            | | Kelly Block                                                                                              | Conservateur                                                                                             |

## Résultats électoraux
|       | Candidat      | Parti        | # de voix | % des voix |
|       | Kelly Block   | Conservateur | +26 004,  | 64,72 %    |
|       | Alex Slusar   | Libéral      | +05 774,  | 14,37 %    |
|       | Glenn Wright  | NPD          | +07 499,  | 18,66 %    |
|       | Lynn Oliphant | Vert         | +00902,   | 2,24 %     |
| Total | Total         | Total        | 40 179    | 100 %      |